# Mónica Pulgar Machado
Mónica Pulgar Machado (Lleó, 19 de maig de 1971) és una exjugadora de bàsquet espanyola.
Escorta, jugà al BEX Banco Exterior aconseguint un subcampionat de Lliga (1992-93). Internacional amb la selecció espanyola en quaranta-nou ocasions entre 1990 i 1992, participà als Jocs Mediterranis de 1991, guanyant la medalla d'or, i als Jocs Olímpics de Barcelona 1992, finalitzant en cinquena posició.